# 大泰茨莱本
大泰茨莱本（德語：Groß Teetzleben）是德国梅克伦堡-前波美拉尼亚州的市镇，隶属于梅克伦堡湖区县。总面积为21.76平方千米，截至2023年12月31日总人口为666人。